# Woody Woodbury
Woody Woodbury (* 9. Februar 1924 in St. Paul, Minnesota als Robert Dennis Woodbury) ist ein ehemaliger US-amerikanischer Komiker, Schauspieler sowie eine Fernsehpersönlichkeit und ein Talkshow-Host.

## Leben und Karriere
Woody Woodbury wurde am 9. Februar 1924 unter dem Namen Robert Dennis Woodbury als einziger Junge seiner Eltern, neben drei Mädchen, in St. Paul, der Hauptstadt des US-Bundesstaates Minnesota, geboren. Er hatte ein frühes Interesse an der Musik und gründete noch im Kindesalter ein zehnköpfiges Orchester mit den Nachbarskindern. Zudem war er auch sportlich interessiert, hierbei vor allem in Eishockey, musste sein aufkommendes Interesse an einer Sportlaufbahn nach einem Beinbruch wieder einstellen und konzentrierte sich vermehrt auf Jazz, Swing und das klassische Klavierspiel. Sein Plan, ab Januar 1942 an der University of Minnesota Journalistik zu studieren, wurde vom Zweiten Weltkrieg zunichtegemacht. Nach dem Angriff auf Pearl Harbor am 7. Dezember 1941 ließ er sich vom Militär verpflichten und begann das Aviation Cadet Program der US Navy. Im Laufe seiner Dienstzeit kam er auch zu seinem Spitznamen Woody, der ihm auch zeitlebens blieb. Während seiner Zeit als Flieger wurde er an diversen Trainingscentern und Luftstützpunkten ausgebildet, wechselte dann jedoch zu den US Marines, bei denen er auf der Naval Air Station Pensacola seine Flugausbildung abschloss. In weiterer Folge wurde er zur Naval Air Station Daytona Beach beordert, wo er fortan Kampfflugzeuge flog. Während der Zeit in Daytona Beach bemerkte Woodbury, dass sein Wirken als Komiker in Verbindung mit dem Klavierspiel die Moral seiner Kameraden im Schwadron hob.
Während viele seiner Kameraden in den Pazifikkrieg geschickt wurden, kam Woodbury an die Naval Air Station Jacksonville, wo er fortan die dortige Flugschule besuchte, um später nach Daytona Beach zurückzukehren und die dortigen Rekruten im Umgang mit Kampfflugzeugen auszubilden. Da er bis zu diesem Zeitpunkt in keine kriegerischen Handlungen verwickelt war, wollte er doch, wie seine anderen Kameraden, seinem Heimatland im Krieg dienen, was jedoch monatelang von seinen Vorgesetzten ignoriert wurde. Nachdem er nach sechs Monaten zur neuen Marine Corps Air Station, El Toro nahe Irvine im US-Bundesstaat Kalifornien beordert wurde, dachte er doch noch am Krieg teilnehmen zu können, wurde dort jedoch als Klavierspieler eingesetzt, um die Truppenmoral zu heben. Danach dauerte es weitere Jahre, bis er von der Marine Corps Air Station, Miramar beordert wurde, bei der geplanten Invasion auf Japan ein Kampfflugzeug zu fliegen. Mit den Atombombenabwürfe auf Hiroshima und Nagasaki und dem damit einhergehenden Ende des Zweiten Weltkrieges in Asien, wurde diese Anordnung zunichtegemacht und Woodbury ehrenvoll aus dem Militär entlassen. Nach seiner Rück- bzw. Heimkehr nach Daytona Beach versuchte er sich erstmals öffentlich als Komiker. Als einer seiner ersten Auftritte gilt ein Auftritt im sehr exklusiven Bath and Tennis Club in Daytona im Jahre 1946.
Von hier wechselte er in den Peacock Club und in die Embassy, zwei Glücksspielklubs in Jacksonville, Florida, die er noch von seiner Zeit an der lokalen Naval Air Station kannte. Im November 1948 zog es ihn südlicher in den Clover Club in Miami, eine der Topadressen am Biscayne Boulevard zu dieser Zeit. Nachdem er anfangs nur für zwei Wochen im Klub in South Florida arbeiten sollte, hatte er nach einem Jahr dutzende Jobangebote vorliegen. Im Clover Club begann er auch mit den Aufführungen, für die er berühmt werden sollte. Am Klavier sitzend und die Gäste mit Geschichten aus dem alltäglichen Leben fesselnd, kam Woody Woodbury so rasch zu Ruhm. Seine Markenzeichen wurden im Laufe der Jahre ein rotes Poloshirt mit aufgestelltem Kragen und eine, zumeist graue, Kappe, ähnlich einem Baseballcap. Parallel zu seinen regelmäßigen Bühnenauftritten agierte er auch noch als Master of Ceremonies des Klubs. Nach längerer Zeit im Clover Club wechselte er die Straße hinunter in den Arthur Godfrey Room im Vagabond. Seine Zeit im Vagabond wurde jedoch vom Ausbruch des Koreakrieges unterbrochen, woraufhin Woodbury wieder in den Militärdienst einberufen wurde und als erfahrener Kampfflugzeugpilot zwischen 1950 und 1953 über 100 Missionen in Korea flog. Nach dem Ende des Krieges kam er wieder zurück in den Clover Club, bei dem er daraufhin bis Mai 1955 angestellt war.
Durch seinen damaligen Agenten kam er daraufhin nach Fort Lauderdale, wo er zu einer lokalen Berühmtheit wurde, als er im Chart Room im Bahama Hotel auftrat. Nachdem er dort ab November 1956 in Erscheinung trat, lockte er nicht nur das lokale Publikum ins Hotel, sondern wurde auch von zahlreichen Größten aus dem Showbusiness bewundert, was das Bahama Hotel zu einem der Hotspots des Nachtlebens im Süden Floridas machte. Im Bahama wurde er auch von Fletcher Smith, einem in den Ruhestand gegangenen Animator und Experten für Spezialeffekte, der unter anderem mit Max Fleischer in den Fleischer Studios zusammengearbeitet hatte, entdeckt. Dieser wollte seine Auftritte aufzeichnen, wobei im Jahre 1958 bzw. 1959 über Smiths Label StereOddities das Album Woody Woodbury Looks At Love And Life veröffentlicht wurde. Das Album kam unter die Top-10 der Billboard-LP-Charts und erreichte in den Vereinigten Staaten Goldstatus, womit Woodbury einer der ersten Stand-up-Comedians war, der eine Goldene Schallplatte erhielt. Weitere Alben folgten in den nachfolgenden Jahren mit Woody Woodbury’s Laughing Room und First Annual Message From The President Of The „Booze Is the Only Answer“ Club (beide 1960), sowie Woody Woodbury’s Concert In Comedy und Woody Woodbury’s Saloonatics (beide 1961).
Während einer Auszeit von Südflorida, wurde er im Juni 1962, als er im berühmten Chicagoer Nachtklub Mister Kelly’s auftrat, von einem Werbeproduzenten angesprochen, der ihn in Verbindung mit dem Fernsehproduzenten Don Fedderson brachte. Dieser suchte gerade einen Ersatz für den zur The Tonight Show abgewanderten Johnny Carson, der bis dahin die Fernsehshow Who Do You Trust? moderiert hatte. Kurz darauf trat er noch unter Jack Paar in zwei Episoden der Tonight Show auf, ehe Carson am Anfang Oktober 1962 die Show übernahm. In weiterer Folge übernahm Woodbury Carsons frühere Tätigkeit als Host der Gameshow Who Do You Trust?, die jedoch ein Jahr später gänzlich eingestellt wurde, um Sendeplatz für Seifenopern zu schaffen. Im Jahre 1962 veröffentlichte Woodbury zudem ein weiteres Album mit dem Titel Woody Woodbury In The Spice Is Right, passend zu seiner Tätigkeit als Gameshow-Host und in Bezugnahme auf The Price Is Right. Außerdem hatte er in diesem Jahr seinen ersten Filmauftritt, als er im Baseballfilm Safe at Home! mit den Baseballprofis Mickey Mantle und Roger Maris in einer unwesentlichen Rolle als Hotelportier eingesetzt wurde.
Nachdem im darauffolgenden Jahr mit The Best Of Woody Woodbury ein weiteres Album Woodburys veröffentlicht wurde und er durch seine TV-Präsenz und seine Tätigkeit als Komiker brillierte, wurde er für den 1964 veröffentlichten Beach-Party-Film Strandparty bei Mondschein engagiert, wobei er sich im Film selbst spielte. Ein Jahr später wurde bereits Woodburys achtes Album Thru The Keyhole With Woody Woodbury herausgebracht; 1967 erhielt er seine eigene Talkshow mit dem Namen The Woody Woodbury Show, deren Host er bis zur Einstellung im Jahre 1968 war. In der je 90-minütigen Show arbeitete er mit dem Produzenten Ralph Edwards zusammen, der die Show in Hollywood drehen ließ. In dieser Zeit hatte er einige der größten Hollywood-Persönlichkeiten der damaligen Zeit zu Gast. Von der Show gibt es heute keine Aufzeichnung mehr, da die Filmbänder, auf denen sich die Show befand, gelöscht und neu überspielt wurden, eine nicht ungewöhnliche Praxis zu dieser Zeit. Da Edwards von Woodbury verlangte, dass dieser bissiger und kontroverser agieren sollte, was jedoch nicht in Woodburys Natur und Persönlichkeit lag, fand die Show ein baldiges Ende, woraufhin der Komiker wieder nach South Florida zurückkehrte.
Zurück in Fort Lauderdale kehrte er wieder in die Nachtklubszene zurück und trat wieder als Komiker am Klavier und als Witzeerzähler auf. Unter anderem trat er zehn Jahre lang im LuluBelle Room im Beach Club Hotel auf, hatte aber auch in den spielfreien Sommermonaten bzw. -wochen Auftritte in den ganzen Vereinigten Staaten und sogar in Europa. Weiters hatte er Auftritte in diversen Talkshows, so unter anderem in je einer Episode von The Joey Bishop Show (1969), Della (1969), The Virginia Graham Show (1970), The Bob Braun Show (1975) und in der Varietyshow Hee Haw (1980). Doch auch als Filmdarsteller war Woody Woodbury, der im Jahre 1973 ein weiteres Album mit dem Titel More Of Woody herausbrachte, weiterhin zu sehen. Nachdem er 1975 in Vermißt im Bermuda-Dreieck von William A. Graham und in der Hauptrolle mit Fred MacMurray als Harry Ballinger mitwirkte und in der kleinen Nebenrolle des Borden zu sehen war, hatte er ab 1978 erste Einsätze in Produktionen mit Bud Spencer und Terence Hill. In Sergio Corbuccis Zwei sind nicht zu bremsen war er dabei in der Nebenrolle des Admiral O’Connor zu sehen. Nach einem Auftritt als Polizist im Gefängnis in Alles in Handarbeit, von und mit Jerry Lewis, im Jahre 1980, wurde er im gleichen Jahr auch für Der Supercop mit Terence Hill gebucht. Hierbei mimte er einen Major der NASA, gefolgt von einer Rolle als Agent im Flugzeug in Zwei bärenstarke Typen, wo er wieder an der Seite von Spencer und Hill in Erscheinung trat.
Danach wurde es weitgehend ruhig um Woodbury, der jedoch noch weiterhin in diversen Klubs in und um Fort Lauderdale auftrat und sogar einen Comedy-Nachtklub geführt haben soll. Jedoch trat er auch weiterhin im gesamten Land auf, ehe er sich weitgehend aus dem öffentlichen Leben zurückzog. Im Jahre 2001 veröffentlichte er sein zehntes und bislang letztes Album mit dem Titel Woody Woodbury’s Merriment. Am 26. Mai 2012 wurde Woody Woodbury von Fort Lauderdales Bürgermeister Jack Seiler mit dem Preis für sein Lebenswerk ausgezeichnet und erhielt dafür einen Platz auf dem Fort Lauderdale Walk Of Fame. Am 18. Februar 2014 rief Bürgermeister Seiler, nach Woodburys 90. Geburtstag, bei einer Zeremonie in der Fort Lauderdale City Hall den Woody-Woodbury-Tag aus. Noch heute tritt Woodbury vereinzelt als Komiker auf, ist aber vielmehr als Master of Ceremonies bei Golfturnieren, Wohltätigkeitsveranstaltungen und dergleichen aktiv. Auftritte als Komiker hat er zumeist nur noch in Country Clubs und bei privaten und geschlossenen Feierlichkeiten.

## Woody Woodburys deutschsprachige Synchronsprecher
Im Laufe seiner Karriere hatte Woody Woodbury in den diversen deutschsprachigen Synchronfassungen der Filme, an denen er mitwirkte, verschiedene Synchronsprecher. Als einer der häufigsten Synchronsprecher trat jedoch Horst Schön in Erscheinung, der ihm die Stimme in Zwei sind nicht zu bremsen und Der Supercop lieh. Seine deutsche Stimme in Zwei bärenstarke Typen war hingegen Christian Marschall. Über seine Synchronsprecher in den anderen deutschsprachigen Synchronfassungen ist nichts bekannt.

## Diskografie
- 1958 bzw. 1959: Woody Woodbury Looks At Love And Life
- 1960: Woody Woodbury’s Laughing Room
- 1960: First Annual Message From The President Of The „Booze Is the Only Answer“ Club
- 1961: Woody Woodbury’s Concert In Comedy
- 1961: Woody Woodbury’s Saloonatics
- 1962: Woody Woodbury In The Spice Is Right
- 1963: The Best Of Woody Woodbury
- 1964: Thru The Keyhole With Woody Woodbury
- 1973: More Of Woody
- 2001: Woody Woodbury’s Merriment

## Filmografie
in Filmrollen
- 1962: Safe at Home!
- 1964: Strandparty bei Mondschein (For Those Who Think Young)
- 1975: Vermißt im Bermuda-Dreieck (Beyond the Bermuda Triangle)
- 1978: Zwei sind nicht zu bremsen (Pari e dispari)
- 1980: Alles in Handarbeit (Hardly Working)
- 1980: Der Supercop (Poliziotto superpiù)
- 1983: Zwei bärenstarke Typen (Nati con la camicia)

als er selbst in diversen Shows
- 1962–1963: Who Do You Trust? (Gameshow)
- 1962: The Jack Paar Tonight Show (Talkshow; 2 Episoden)
- 1967–1968: The Woody Woodbury Show (Talkshow)
- 1969: The Joey Bishop Show (Talkshow; 1 Episode)
- 1969: Della (Talkshow; 1 Episode)
- 1970: The Virginia Graham Show (Talkshow; 1 Episode)
- 1975: The Bob Braun Show (Talkshow; 1 Episode)
- 1980: Hee Haw (Varietyshow; 1 Episode)